# Baardsnuituil
De baardsnuituil (Pechipogo strigilata) is een vlinder uit de familie van de spinneruilen (Erebidae). De wetenschappelijke naam van de soort is gepubliceerd in 1758 door Linnaeus in de tiende editie van Systema naturae. 
Deze nachtvlinder komt voor in Europa.